# 血色浪漫 (电视剧)
《血色浪漫》，中国大陆电视连续剧，讲述历经文化大革命的一代人的成长故事。2004年12月在江苏卫视首播。

## 制作背景
2001年，都梁创作了《血色浪漫》的剧本，海润影视将其买下，后交由滕文骥执导，滕在执导过程中对原剧本作了局部改编。
该剧是刘烨和孙俪的首次合作，两人在剧中出演年龄跨度近30年的角色。该剧的同名主题曲由刀郎包办词曲并演唱，这也是他首次为电视剧创作和演唱主题曲。

## 角色简介
| 演员   | 角色   | 身份 | 简介 |
| ------ | ------ | ---- | ---- |
| 刘 烨  | 钟跃民 |      |      |
| 连奕名 | 张海洋 |      |      |
| 孙 俪  | 周晓白 |      |      |
| 王力可 | 秦 岭  |      |      |
| 林 好  | 高 玥  |      |      |